# 萊布拉赫河
47°32′0″N 9°43′41″E / 47.53333°N 9.72806°E

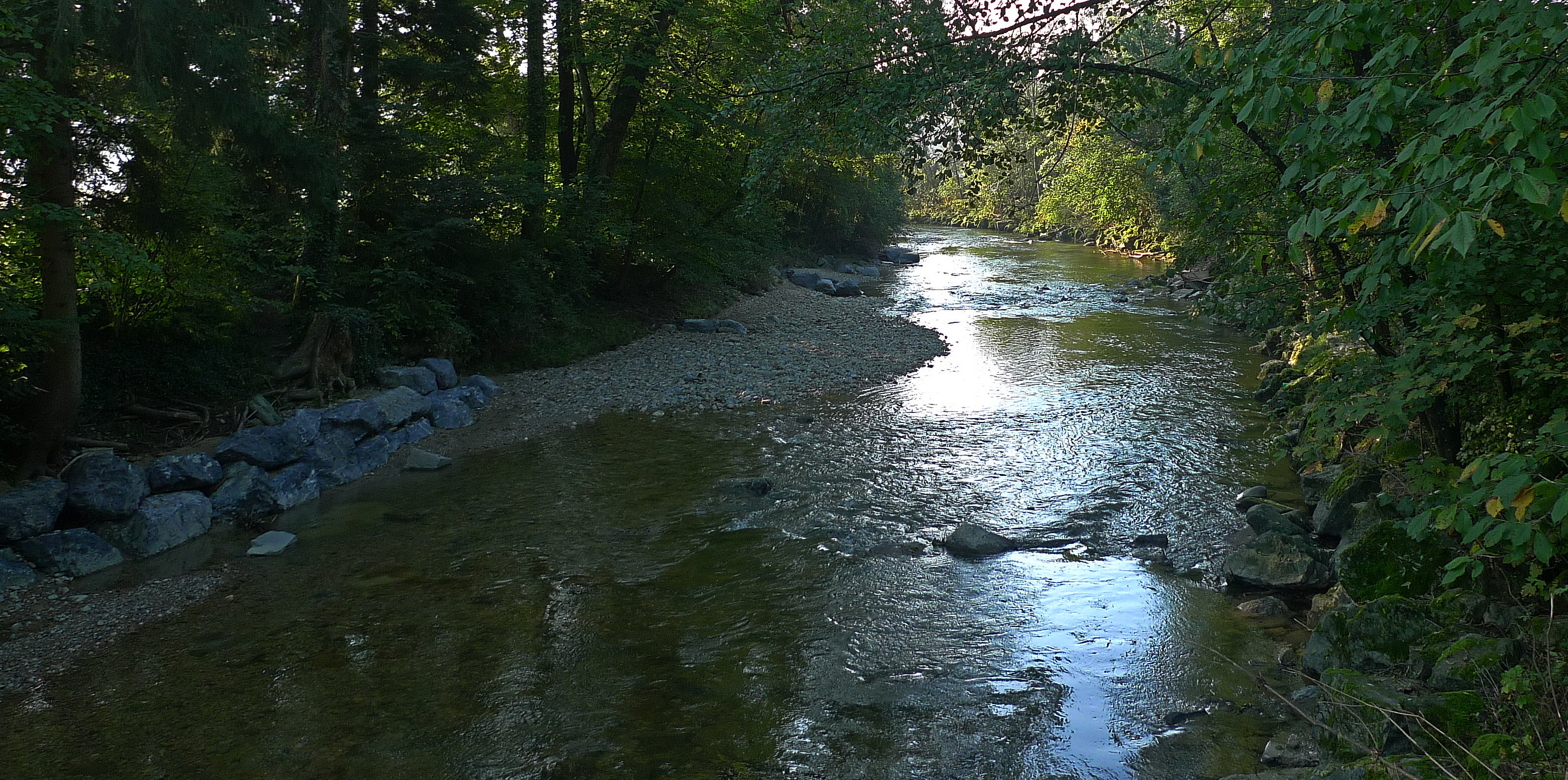

萊布拉赫河（德語：Leiblach），是德國的河流，位於該國東南部，由巴伐利亞負責管轄，河道全長31.9公里，流域面積102.9平方公里，發源自海門基希，最終注入博登湖。